# Ricky Sánchez
Ricardo "Ricky" Sánchez Rosa (Guayama, 6 de juliol de 1987) és un jugador de bàsquet de porto-riqueny, mesura 2,11 metres d'alçada i ho fa en la posició d'aler pivot.